# Oreocnide pedunculata
Oreocnide pedunculata är en nässelväxtart som först beskrevs av Mitsutarô `Kotaro' Shirai, och fick sitt nu gällande namn av Genkei Masamune. Oreocnide pedunculata ingår i släktet Oreocnide och familjen nässelväxter. Inga underarter finns listade i Catalogue of Life.

## Bildgalleri

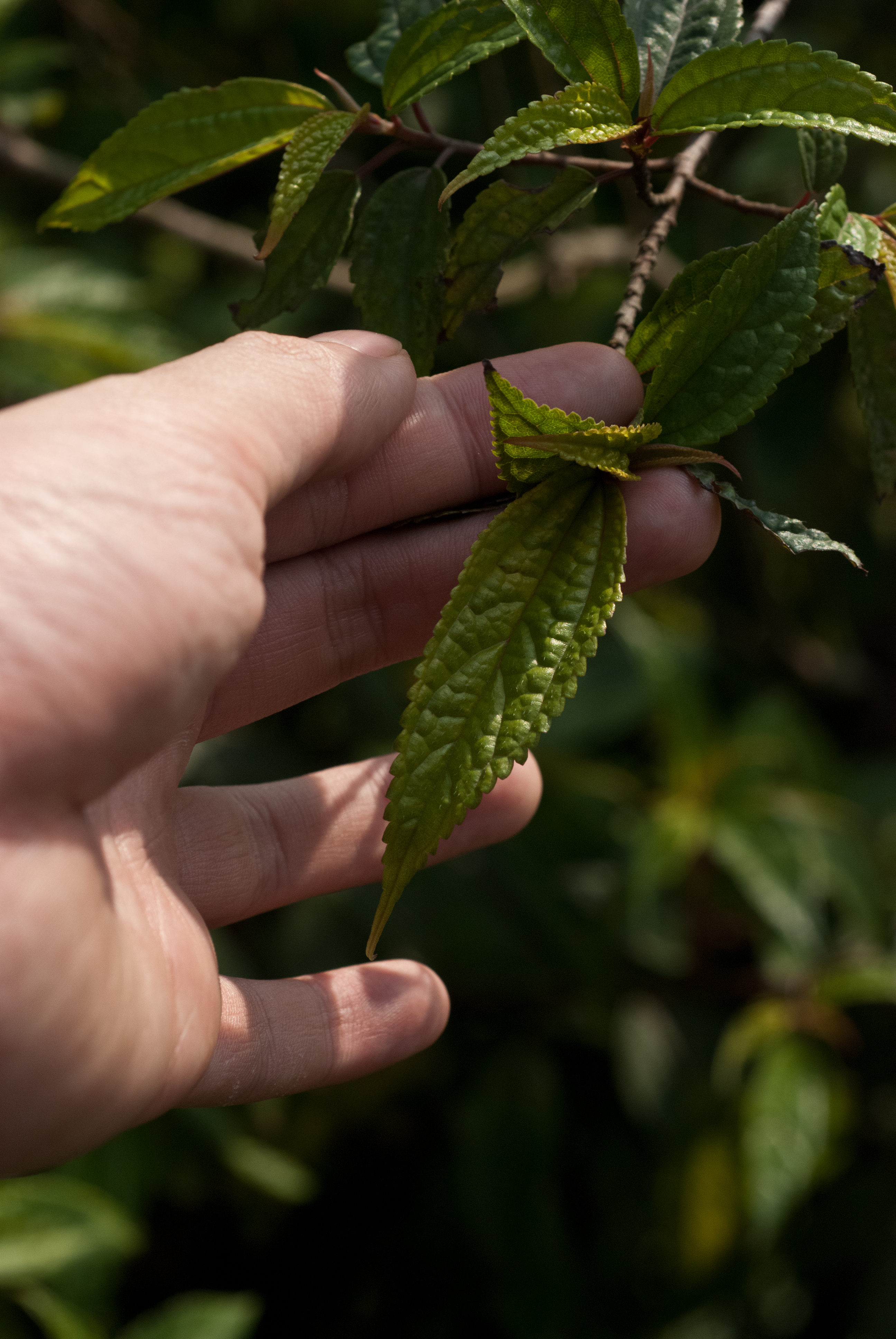
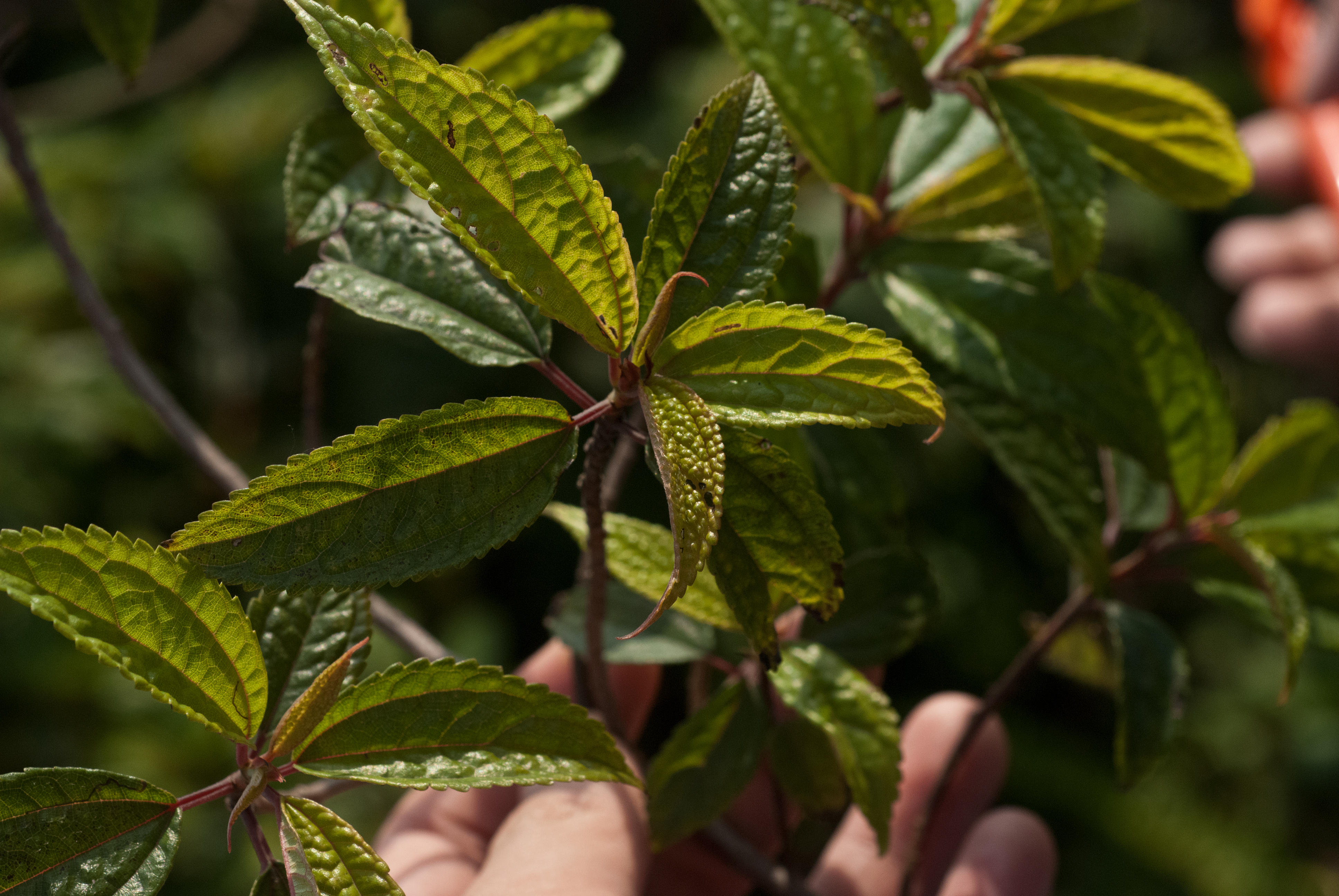
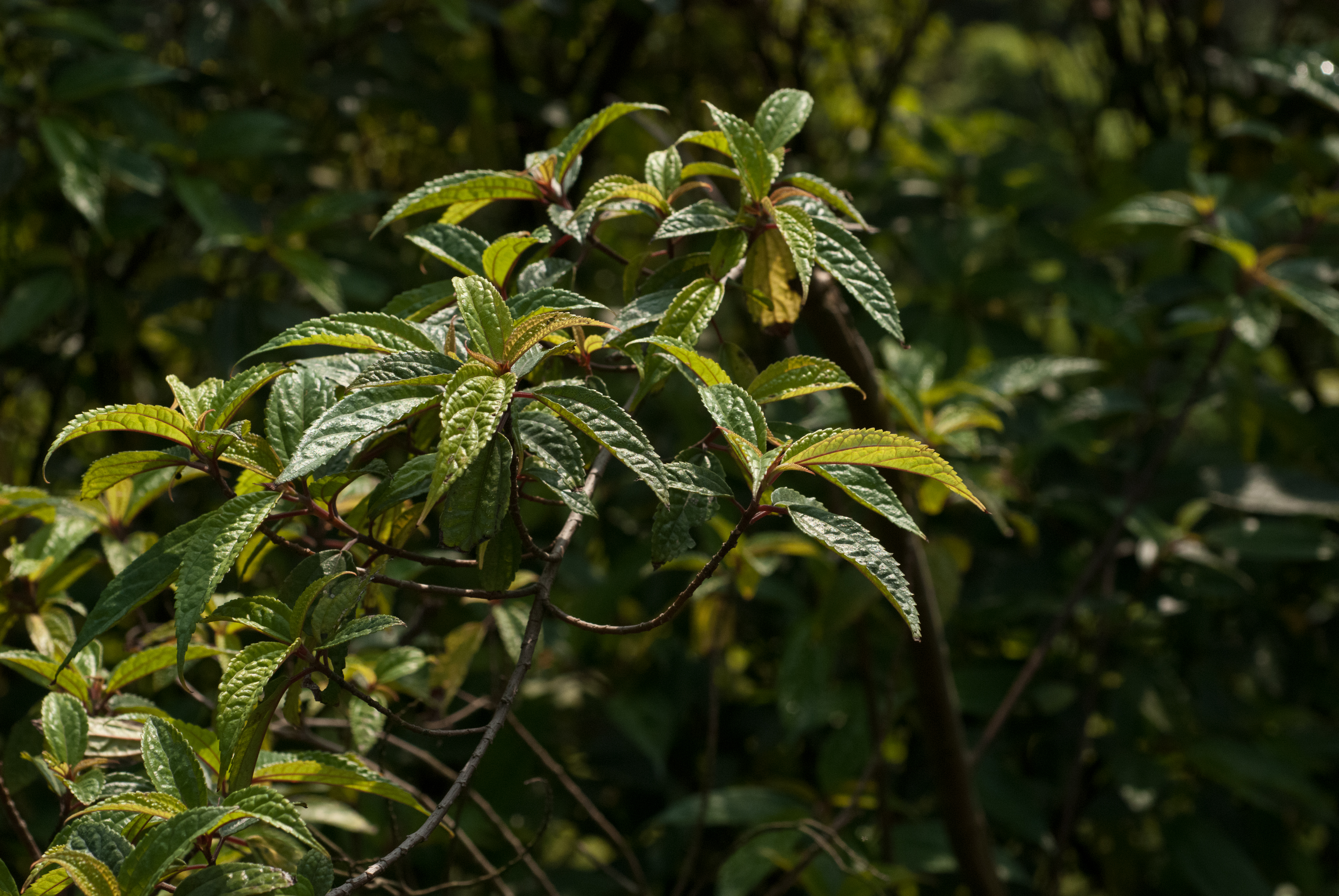